# Convenções da Haia (1899 e 1907)

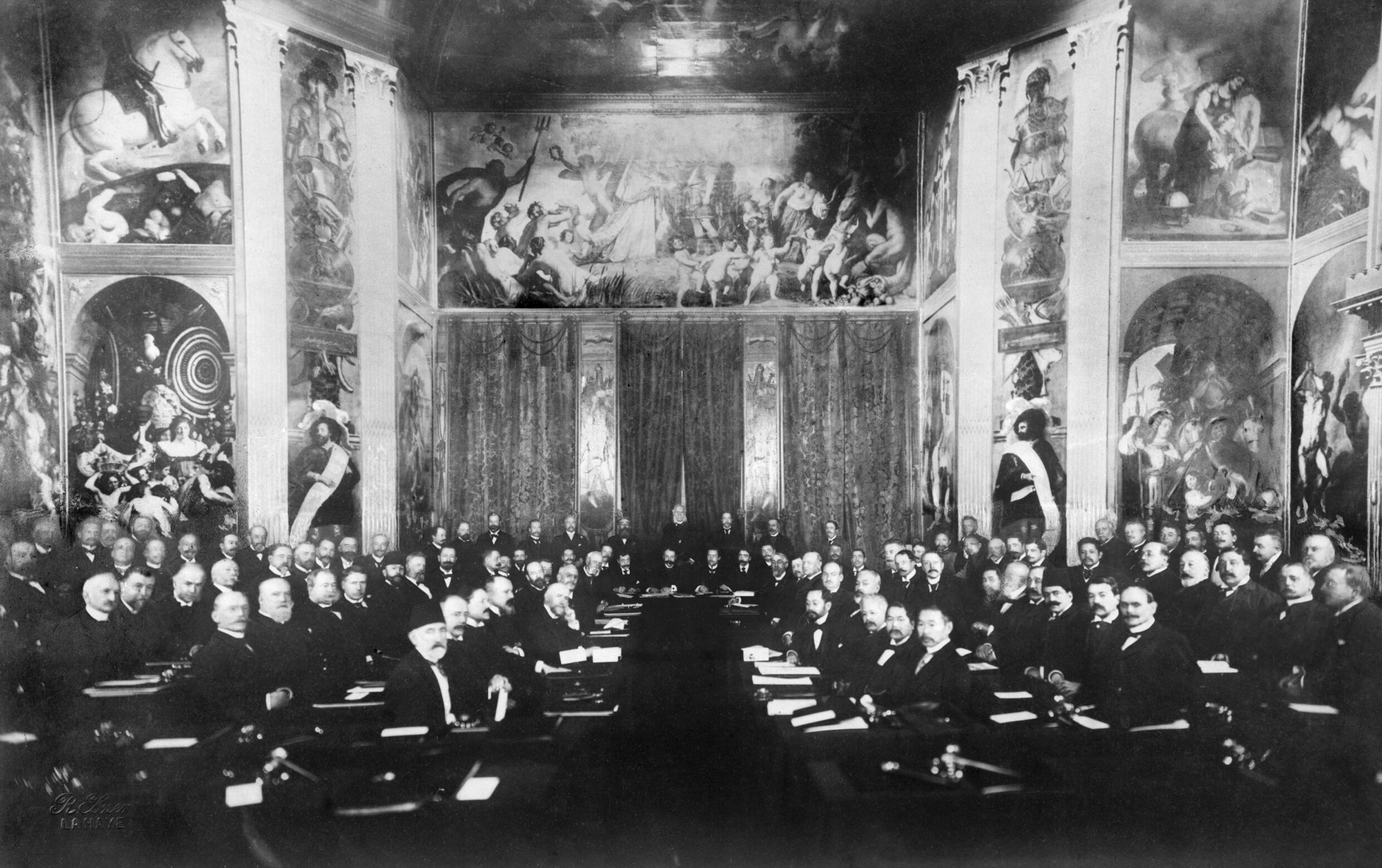
Primeira Convenção da Haia, em 1899.

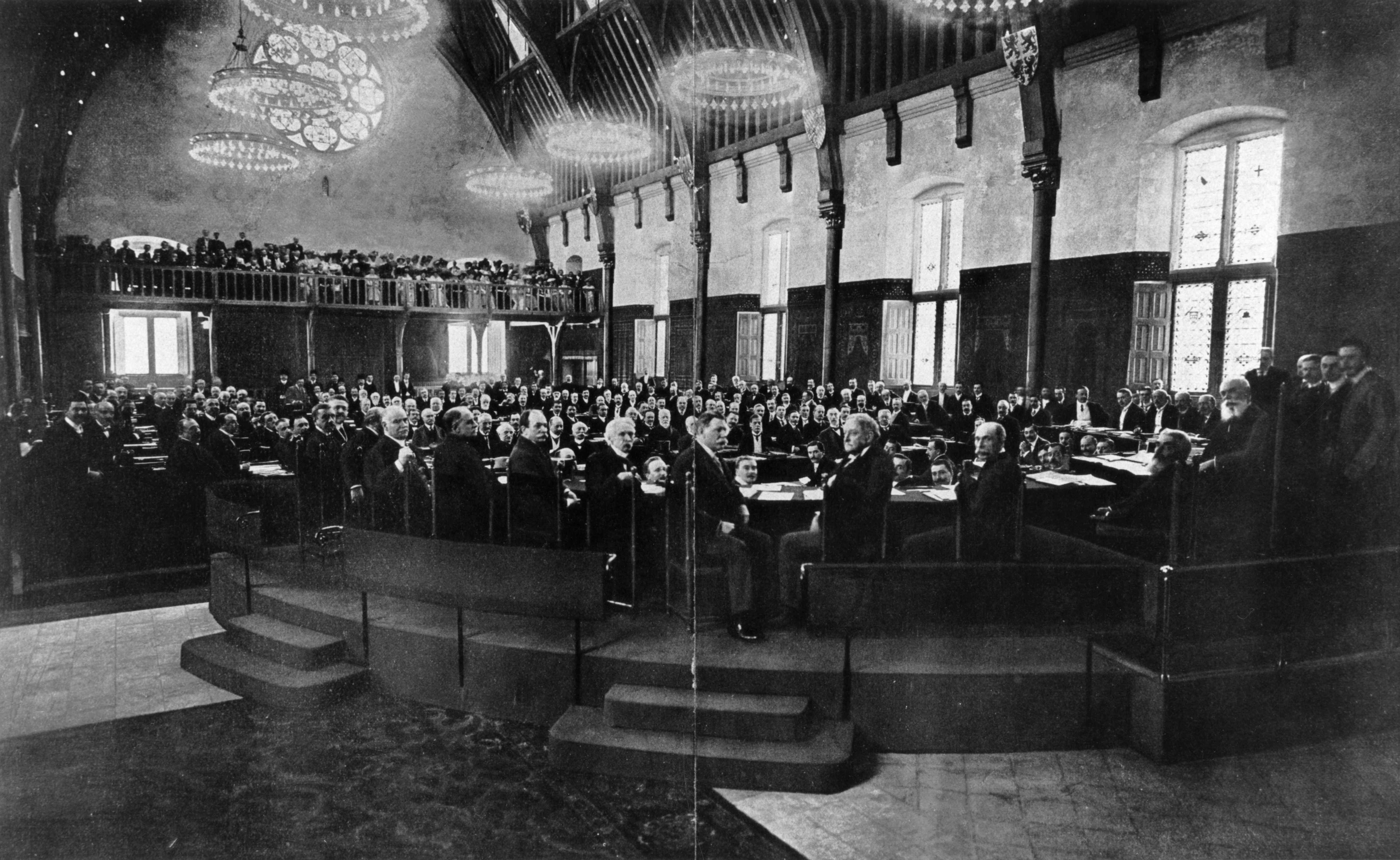
Segunda Convenção da Haia, em 1907.

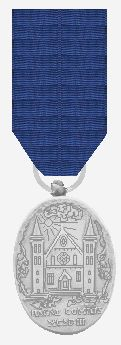
Medalha de prata da Convenção sobre a Resolução Pacífica de Controvérsias Internacionais de 1907.

As Convenções da Haia de 1899 e 1907 estão, juntamente às Convenções de Genebra, entre os primeiros tratados internacionais sobre leis e crimes de guerra. Foram estabelecidas na Primeira e na Segunda Conferências de Paz, na cidade da Haia, Países Baixos. Oficialmente são chamadas:
- Convenção sobre a Resolução Pacífica de Controvérsias Internacionais (1899);
- Convenção sobre a Resolução Pacífica de Controvérsias Internacionais (1907).

A condição de país neutro de que gozam os Países Baixos fizeram da cidade da Haia um importante centro para conferências e encontros internacionais. Com o tempo, foi cunhada a expressão Convenção da Haia ou Conferência da Haia para designar uma série de acordos multilaterais entres diversas nações do mundo.
Ruy Barbosa foi o representante brasileiro na Convenção de 1907.
Outras conhecidas convenções da Haia são:
- Convenção sobre a proteção das crianças e sobre a cooperação em matéria de adoção internacional, concluída em 29 de maio de 1993, tendo entrado em vigor em 1 de maio de 1995;
- Convenções em matéria de direito civil (legalização de documentos públicos estrangeiros, ver Apostila da Convenção da Haia, disposições testamentárias, proteção de menores), concluídas em 5 de outubro de 1961;
- Convenção de Haia para a Protecção de Propriedade Cultural em Caso de Conflito Armado, assinada em 14 de maio de 1954.
- Convenção de Paz de Haia, realizada entre os dias 1 e 3 de julho de 2015 com 77 estudantes e autoridades de todo o mundo. Foi organizada pela Universidade de Ciências Sociais Aplicadas de Haia e apresentou propostas para modernização do Conselho de Segurança da ONU e das leis de guerra da Convenção de Genebra.